# Eupithecia thessa
Eupithecia thessa là một loài bướm đêm trong họ Geometridae.